# Budos
Budos – miejscowość i gmina we Francji, w regionie Nowa Akwitania, w departamencie Żyronda.
Według danych na rok 1990 gminę zamieszkiwało 666 osób, a gęstość zaludnienia wynosiła 32 osób/km² (wśród 2290 gmin Akwitanii Budos plasuje się na 599. miejscu pod względem liczby ludności, natomiast pod względem powierzchni na miejscu 499.).